# Czar par
Czar par – polski program rozrywkowy łączący elementy teleturnieju i reality show autorstwa Bożeny Walter emitowany w latach 1993–1996 na antenie TVP1 i w roku 2019 na antenie TVP2.

## Pierwsza odsłona (lata 90. XX wieku)
Oryginalna koncepcja na teleturniej zakładała trwającą rok rywalizację kilkudziesięciu par (54 w pierwszej edycji, 48 w drugiej, 51 w trzeciej) w konkurencjach zręcznościowych, umysłowych itp. Do finału przechodziło osiem (w pierwszej edycji) lub sześć par (w drugiej i trzeciej edycji). Zwycięzcy otrzymywali nagrody – w pierwszej edycji dom i samochód Mercedes-Benz. Gospodarzami programu byli Krzysztof Ibisz i Hanna Dunowska. 
Nagrania do programu realizowane były w Studiu Koncertowym Polskiego Radia im. Witolda Lutosławskiego w Warszawie. Kolejne edycje składały się z kolejno: dwunastu, czternastu i jedenastu odcinków emitowanych w miesięcznych odstępach.
Zwycięzcami kolejnych edycji zostawali:
1. państwo Skrętni,
2. państwo Trusewiczowie,
3. państwo Kornalewiczowie.

## Druga odsłona (2019)
W lipcu 2019 TVP ogłosiła reaktywację programu i rozpoczęcie castingów. Prowadzącymi program zostali Maciej Kurzajewski i Izabella Krzan. Program trafił na antenę telewizyjnej Dwójki jesienią 2019 roku i był emitowany od 20 września do 13 grudnia w piątki o 20.45 po dwa odcinki (wydanie zasadnicze i „dogrywka”). Kolejne odcinki w czasie ich pierwszej emisji telewizyjnej śledziło średnio 1,11 mln widzów.
Zasady programu uległy modyfikacjom, w szczególności zmniejszono liczbę konkurujących par i skrócono czas trwania turnieju, dostosowując go do realiów ówczesnej telewizji. W finale programu zwyciężyli państwo Fabiańscy, którzy w nagrodę otrzymali 300 tys. zł.
Tytułową piosenkę z czołówki programu nagrała Anna Wyszkoni.